# Modern femkamp vid olympiska sommarspelen 1948
Resultat från tävlingarna i modern femkamp vid olympiska spelen 1948. 

## Medaljörer
| Spel         | Guld                 | Silver           | Brons                |
| Individuellt | William Grut Sverige | George Moore USA | Gösta Gärdin Sverige |

## Medaljtabell
| Pl. | Nation  | Guld | Silver | Brons | Totalt |
| --- | ------- | ---- | ------ | ----- | ------ |
| 1   | Sverige | 1    | 0      | 1     | 2      |
| 2   | USA     | 0    | 1      | 0     | 1      |

## Deltagande nationer
| - Argentina (3) - Belgien (3) - Brasilien (3) - Chile (2) - Tjeckoslovakien (2) - Finland (3) - Frankrike (3) - Storbritannien (3) | - Ungern (3) - Italien (3) - Mexiko (2) - Spanien (3) - Sverige (3) - Schweiz (3) - USA (3) - Uruguay (3) |